# Svenstrup (gmina Sønderborg)
Svenstrup – miasto w Danii, w regionie Dania Południowa, w gminie Sønderborg.